# Domy studenckie Zbyszko i Jagienka

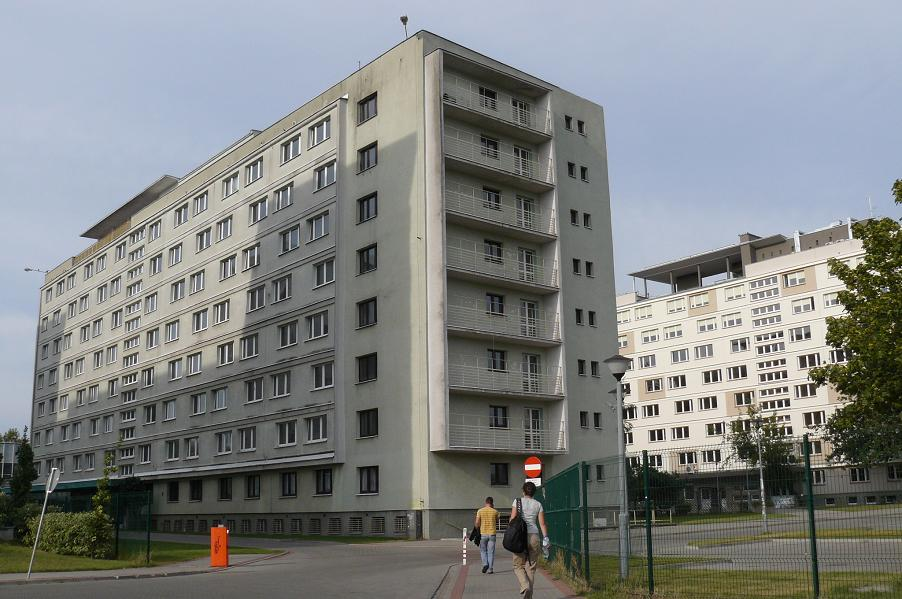
Domy studenckie Zbyszko i Jagienka w Poznaniu

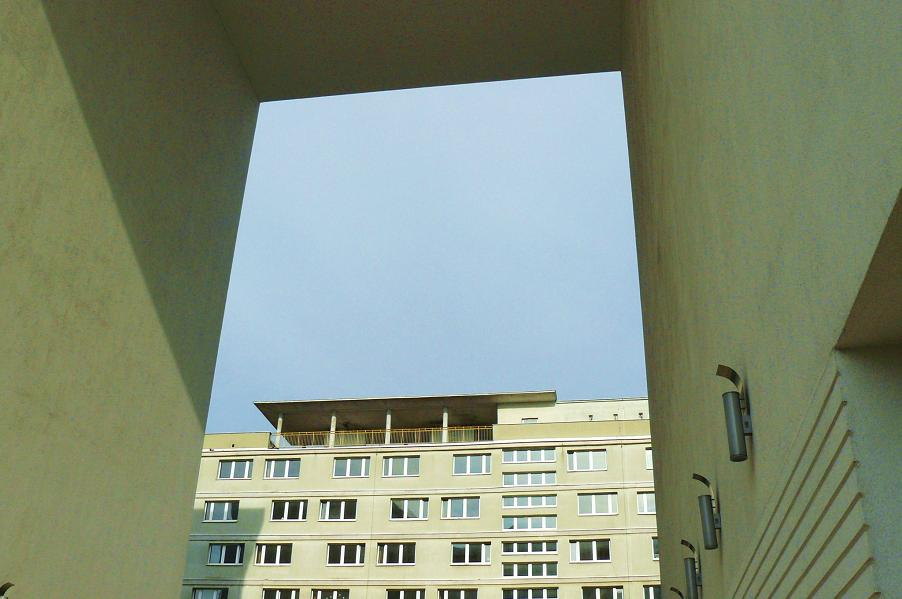
Dom studencki Jagienka w Poznaniu – fragment górnej części (taras)

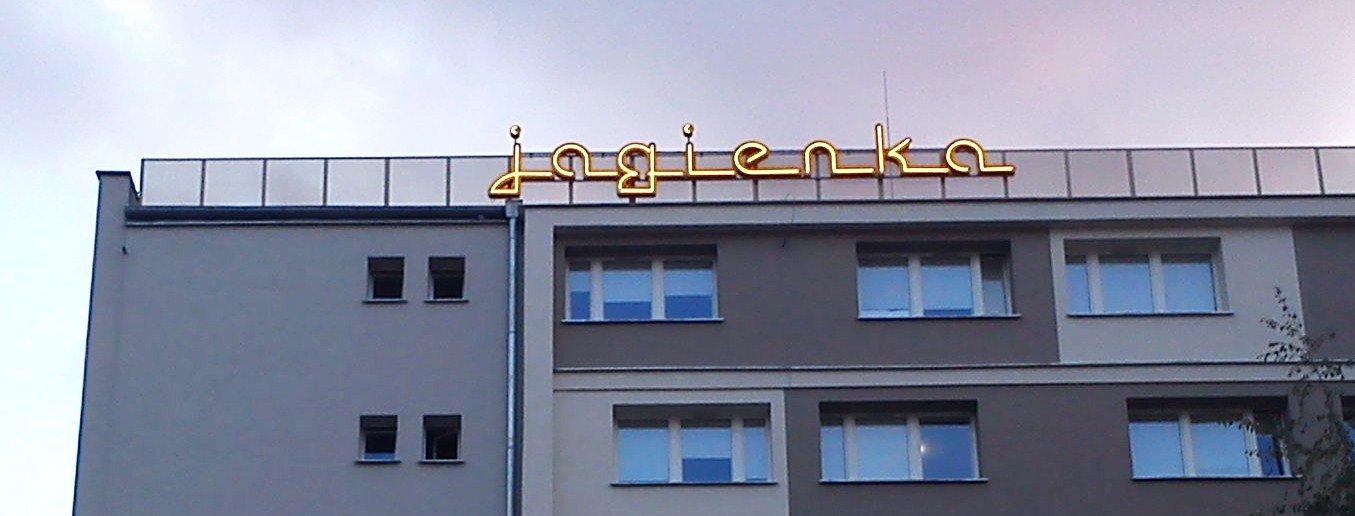
Neon w stylu lat 60. XX w.

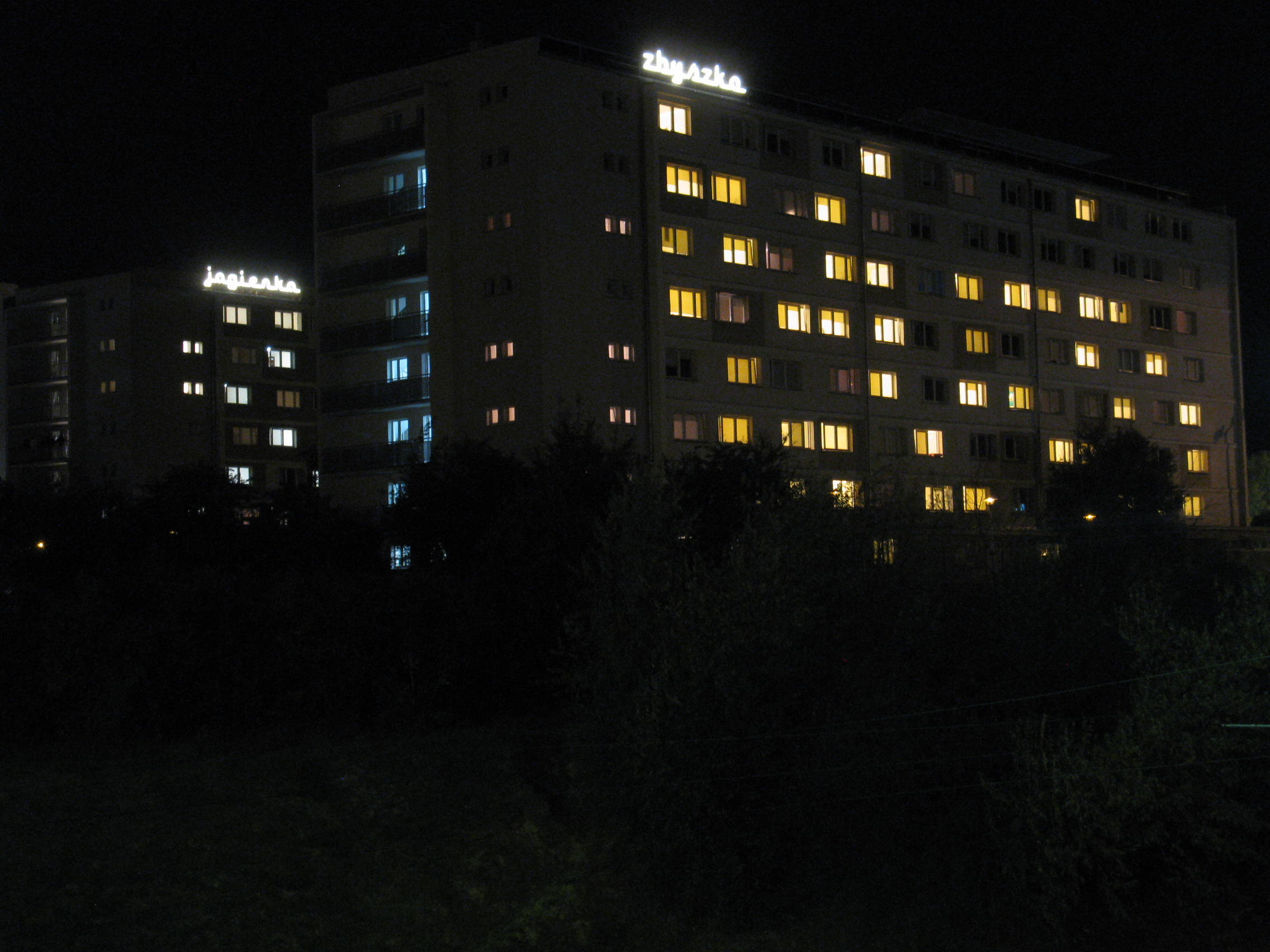
Podświetlone neony

Domy studenta Zbyszko i Jagienka – dwa modernistyczne akademiki w Poznaniu przy ul. Piątkowskiej, będące (pod względem formalnym) adaptacjami idei Le Corbusiera w warunkach realnego socjalizmu. Należą do Uniwersytetu im. Adama Mickiewicza.

## Historia
Domy studenckie ukończono w 1968 według projektu warszawskich architektów J. Czaplickiego i W. Janickiej (przed II wojną światową na tym terenie funkcjonowała fabryka stalówek Goślińskiego). Pierwotnie stanąć miały w Lublinie. Oba obiekty w dolnych kondygnacjach mieściły część socjalną (w tym popularny do lat 90. XX w. klub Cicibór). Na wyższych piętrach znajdowały się 4-osobowe pokoje studenckie. Ostatnia kondygnacja przeznaczona była, zgodnie z zaleceniami Le Corbusiera, na rekreację (otwarta przestrzeń, ławki). Budynki formalnie i funkcjonalnie wyraźnie nawiązują do Jednostki marsylskiej (Unité d’habitation). Domy usytuowano na wzniesieniu (skraj doliny Bogdanki) w ten sposób, aby z górnych pięter podziwiać można było panoramę Poznania.
W latach późniejszych obok Zbyszka i Jagienki wybudowano trzy dodatkowe akademiki (Danuśka, Jurand i Maćko), o znacznie banalniejszej architekturze. Nazwa wszystkich domów studenckich pochodzi od imion bohaterów powieści Henryka Sienkiewicza – Krzyżacy.
15 kwietnia 1983 pożar domu Zbyszko strawił część pomieszczeń tego obiektu, w tym uniwersyteckie centrum radiowe.
Na początku lat 90. XX w. z DS „Zbyszko” emitowany był program rozgłośni UNI FM. Radio nie otrzymało jednak koncesji i emisja musiała zostać zawieszona. Studio jest zachowane do dzisiaj.
Oba budynki przeszły kapitalne remonty (Zbyszko w 2009, a Jagienka w 2010), podczas których przebudowano wnętrza tworząc dwu- i jednoosobowe pokoje z łazienkami. W 2011 umieszczono na dachach neony z nazwami budynków, które wzornictwem liter nawiązują do lat 60. XX wieku.
11 kwietnia 2012, po generalnym remoncie, klub studencki Cicibór zaczął ponownie działać.